# شینو (روسیه)
شینو (انگلیسی: Sheino) یک شهرک در بخش کوروچانسکی استان بلگورود کشور روسیه است.